# Karise
Karise er en gammel stationsby på Sydsjælland og hovedbyen i Karise Sogn i Faxe Kommune mellem Hårlev og Faxe. Karise har 2.443 indbyggere  (2025) og ligger i Faxe Kommune i Region Sjælland. Indtil kommunalreformen i 1970 var Karise hovedby i kommunen af samme navn, men blev ved denne lejlighed sammenlagt med tre andre sognekommuner til den nye Fakse Kommune. Ved den næste kommunalreform i 2007 blev kommunen udvidet til den nuværende større Faxe Kommune.
Skriftlige kilder kan føre Karises historie tilbage til år 1261. Omkring dette tidspunkt opførtes såvel Karise Kirke som en middelalderborg, hvoraf der i dag kan ses nogle få rester. Senere kom blandt andet en kro, en rytterskole og en folkehøjskole til. Fra 1879 kom Østsjællands Jernbane (Østbanen) til byen, og den nye status som stationsby betød fremgang og vækst.

## Historie

### Oldtiden
Af oldtidsminder er der fundet levn af en større boplads fra Jernalderen og en vej opført af grene og sten over Stevns Å fra samme tidsperiode i Karise.

### Middelalderen
I middelalderen kunne man sejle op gennem Stevnså-dalen og Karise bæk til landsbyen, der lå godt beskyttet inde i landet. Karise nævnes første gang i 1261, hvor Peder Olufsen, som ejede meget gods på Stevns, skrev sig de Kalweris. Stednavnet kommer af kalv og ris (i betydningen krat). I byens nuværende østlige del ligger sognekirken Karise Kirke, der blev indviet kort efter 1261. Karise Kirke er kendt for to karakteristiske tårne, et i hver ende af kirken. Ud over de to tårne ses spor af kirkens befæstning i skydehuller for bueskytter i klokketårnet.
Omtrent samtidig med kirken blev en adelsborg opført ved Karise Gårde. Fra 1386 til sin død i 1396 skrev væbner Jens Bentsen Steeg sig "af Karise". I 1492 omtales en Kalrisegård. Den blev senest under Kong Hans fæstegård under kronen og bortfæstet til bonden Knud Henningsen og hustru og i 1551 fornyet for deres søn. I 1613 er gården brændt. I 1645 nævnes Karisegård, som kongen overlod til adelsjomfruerne Margrethe og Anne Vognsen af Stenumgård. I 1688 skødede kongen to Karisegårde til baron Jens Juel af Frøslevgård; i 1719 kom gårdene tilbage til kronen. Af de oprindelige Karisegårde findes i dag kun en smule af borgtårnet samt voldgravene nordvest for kirken, bag den moderne Karisegårde. Resterne af voldgraven samt ruinen af den middelalderlige borg er i dag fredede. Af borgen kan ses en syld af kvaderhugne kridtsten og oven over 6-7 skifter munkesten.

### Nyere tid
Et par hundrede meter fra kirken var et vejkryds, hvor landevejen mellem Fakse og Køge mødte vejen mellem Store Heddinge og Dalby. Her voksede en klynge gårde efterhånden tæt sammen med en smedje, en kro og nogle mindre huse. Kroen er kendt fra 1683. Denne bebyggelse blev senere kaldt Gammel Karise. Her blev den første egentlige skole i Karise bygget i 1724, nemlig en af Frederik 4.s 241 rytterskoler, som alle blev opført i årene 1721-1727. Rytterskolen fungerede indtil 1869, hvor den blev afløst af en nyere skole, der lå ved Hestehaven. Rytterskolens bygning fortsatte derpå som købmandshandel, indtil den nedbrændte i 1926. I slutningen af 1700-tallet blev en præstegård opført nordvest for kirken. Denne bygning blev i 1977 erstattet af en ny præstebolig samme sted tegnet af Inger og Johannes Exner.
Landsbyen blev udskiftet i 1793.
I 1872 blev byen i Trap Danmarks anden udgave beskrevet således: "Karise med Kirken , Præstegaard, Folkehøiskole (indviet 22de October 1869)".

### Stationsby
Byen blev stationsby på Østsjællands Jernbane (Østbanen) i 1879. Den den gang opførte stationsbygning eksisterer endnu i dag, men bruges ikke længere til sit oprindelige formål. Tilknytningen til jernbanen blev indledningen til Karises storhedstid. Efter jernbanens tilsynekomst bredte bebyggelsen sig mellem den nye station og den gamle landsby i byens østlige del, hvor kirken lå.
I den tredje udgave af Trap Danmark, der udkom omkring århundredeskiftet, blev byen beskrevet som: "Karise (gml. Form Kalværiis, Kairis) med Kirke, Skole, Folkehøjskole (opr. 1869), Privatskole, Bagerier, Bryggeri, Dampmølle, Andelsmejeri, Jærnbane- og Telegrafstation".

## Erhvervsliv
Karise rummer plastindustri og den store andelsejede virksomhed Danish Agro, der er en international koncern med over 100 datterselskaber i 16 lande, men har hovedsæde i Karise.

## Karise Kirke

### Historie
Karise kirke blev opført o. 1260 af en lokal stormand Peder Olufsen. Peder Olufsen valgte ifølge testamentet fra 1261 gravsted i sin kirke i Karise og skænkede 12 mark penge til dens indvielse. Det tolkes som om, at kirken på denne tid har været nær ved at være bygget færdig. Karise kirke menes at have modtaget indtægterne af Peder Olufsens mange besiddelser omkring Karise og på Stevns.
Den tilhørende kirkelade, som stadig står, blev opført omkring år 1500 vest for kirken. Den står i dag hvidkalket og bruges som kapel. Den blev fredet i 1980.

### Forsvarskirke
Karise Kirke er forsynet med to stokværk, etager, hvis bærende konstruktion er tømmerstokke, bjælker. To andre kirker der ligeledes befinder sig i Østsjælland, nemlig kirkerne i Store- og Lillehedinge, har lignende stokværk. Tidligere var det ikke usædvanligt, at kirker blev benyttet som tilholdssted for fremmede tropper, fjendtlige eller landets egne, der udnyttede kirker som sikre lejrpladser., men disse tre kirker menes derudover at have fungeret som regulære forskansede forsvarskirker. I Karise kirke var forsvarsindretningen henlagt til det øvre stokværk, medens det nederste blev forudsat behersket fra oven. I Karise kirke har koret virket som et lavt tårn, og skibets langmure har fortsat sig op som brystværn foran en åben vægtergang udenfor det lave, tilbagetrukne tag, hvorfra kunne der holdes udkig. Overetagen i Karise kirke og lignende kirker med stokværk er udover funktionen som tilflugtsrum, blevet tolket som lagerrum for handelsvarer, magasin for bøndernes korn eller tiendekornet.

### Kalkmalerier
Buerne i Karise Kirke er dekoreret med kalkmalerier i form af mursten, zigzaglinier, trekanter, trappefriser og lignende mønstre. På to sider af korets østvindue, ser man kalkmalerier fra ca. 1250 af en konge med liljescepter og en biskop med krumstav. Den jævnbyrdige placering menes at symbolisere samarbejdet mellem konge og kirke.
Både i 1100 og 1200-tallet er der eksempler på, at malerne brugte vægge, der var blevet pudsede eller kalkede på et tidligere tidspunkt, og hvor kalkmalerierne derfor blev udført på »gammel bund«. I Karise Kirke ligger kalkmalerierne på hvidtede pudsbunde. Der findes i Karise murstensdekorationer overalt på væggene i kirkens skib og tårnrum samt neden under malerier fra 1275 på væggene i koret. Disse dekorationer, der formentlig er udført omkring 1261, er farvelagte med rød farve fra pulveriserede mursten, sort fra trækul og med hvidtekalk.

### Moltkernes gravkapel
I tilknytning til Karise Kirke befinder sig et pompøst gravkapel for familien Moltke.
Karise Kirke blev i 1735 solgt fra kronen til grev Frederik Danneskiold-Samsøe, fra hvem grev Adam Gottlob Moltke i 1750 erhvervede den, hvorefter den var i slægtens besiddelse indtil kirken 1. januar 1911 overgik til selveje. Opførelsen af gravkapellet blev på bestilling af A.G. Moltke påbegyndt omkring 1760, sandsynligvis af den franske arkitekt Nicolas-Henri Jardin, og fuldført 1767 af hans elev arkitekten C.F. Harsdorff. Kapellet har nyklassicistiske detaljer i marmor og stuk og rummer marmorsarkofager udført af Johannes Wiedewelt, Carl Frederik Stanley og Andreas Weidenhaupt.

## Karise Højskole
Karise Højskole blev bygget i 1869 og fungerede som højskole indtil en ildebrand ødelagde bygningen i 1924. Herefter blev der ikke længere drevet skole og højskolen fungerer i dag som egnens forsamlingshus.
Højskolen blev til på initiativ af en højskoleforening dannet i februar 1869. Foreningen købte en landejendom og indrettede den, så den kunne åbne som højskole oktober 1869 med forfatteren magister Leopold Budde som forstander. Under hans ledelse kunne elevtallet nå op på omkring 50 i vintermånederne. En mindesten for Budde blev i 1907 rejst overfor højskolens hovedindgang.
I 1875 blev Budde efterfulgt af magister N.P. Boesen, der døde allerede i 1879, og efterlod sig en skole med et faldende antal elever og en dårlig økonomi. Han blev efterfulgt af seminarist K.C. Knudsen, der fungerede som leder af skolen i de næste 30 år.
Efter branden blev bygningen genopført og fungerede en tid som pensionat og dets lokaler blev lejet ud til diverse formål. Huset fungerer i dag som et forsamlingshus drevet af foreningen Højskolens Venner, men nu under navnet Kulturhuset Leopold.

## Karise Permatopia
Landbrugs- og bofællesskabet Karise Permatopia, der startede i 2014, omfatter 90 boliger i en blanding af ejerboliger, andelsboliger og almene boliger. Det har egen skov, et økologisk og fossilfrit landbrug beregnet på selvforsyning for beboerne, og et forsyningsanlæg, der producer el, varme og biogas til beboerne. Fællesskabet har ca. 200 beboere. Tilflytningen, da boligfællesskabet blev etableret, forøgede byens indbyggertal med omkring 10 %, og de 80 børn blev afgørende for at opretholde grundlaget for skole og daginstitutioner.
Permatopia er skildret i dokumentarfilmen Rejsen til Utopia instrueret af Erlend E. Moe i 2020 om en dansk/norsk kunstnerfamilies indflytning i økolandsbyen.

## Pebringegården
Pebringegården på Frilandsmuseet ved Lyngby lå oprindelig vest for Karise, indtil den blev taget ned i 1938-39 og genopført på museets grund. Pebringegården er en fæstegård, der stammer fra 1700-tallet. Den er et velbevaret eksempel på den traditionelle byggestil på egnen, der var præget af bindingsværk, der var kalket "over stok og sten", dvs. hen over både træværk og murværk. Gården er en lukket firlænget gård med gavle af tjærede brædder og brune vinduer.
Pebringegården er en af Frilandsmuseets største og i bogstavelig forstand skæveste gårde. Den illustrerer dermed bindingsværksbyggeriets levende stil, hvor trærammen og dermed væggene og taget sætter sig og følger tidens spor. Da man tog gården ned, fandt man på grunden rester af tidligere bygninger fra såvel jernalderen som middelalderen. Om selve den nuværende gårdbygning vides det, at en Jens Mortensen i 1719 var fæstebonde på gården, og den har siden været beboet af hans familie lige indtil Frilandsmuseets overtagelse i 1938. Det meste af denne periode fungerede gården som fæstegård. Først i 1928 blev gården købt til selveje af sønnen efter den sidste arvefæster.

## Demografi
Pr. 1. januar, medmindre andet er angivet
| År               | Folketal |
| ---------------- | -------- |
| 9. november 1970 | 1.182    |
| 1976             | 1.436    |
| 1981             | 1.550    |
| 1986             | 1.621    |
| 1990             | 1.769    |
| 1996             | 1.788    |
| 2000             | 1.834    |
| 2004             | 1.890    |
| 2008             | 2.186    |
| 2010             | 2.197    |
| 2012             | 2.161    |
| 2017             | 2.214    |
| 2022             | 2.392    |

## Transport
Karise Station er et stop på Østbanens rute 110R mellem Køge og Faxe Ladeplads. Den er desuden busholdeplads for Movias linje 264 via Dalby til Haslev, og den betjenes af Faxe Kommunes skolebuslinjer 93 og 94.

## I populærkulturen

### Karise i sang
Byen er kendt af navn af mange, da det har været brugt i mange klassiske viser. Bl.a. Johnny Reimars sang "Lille fregnede Louise fra Karise" og Harald Bergstedts børnevise "Slikke-Hans, Slikke-Hans, han var fra Karise", der optrådte i børnesangbogsklassikeren De små synger fra udgivelsen af førsteudgaven i 1948. Troels Trier har også skrevet en sang med navnet "Karavane til Karise", lige som Karise indgår i Monrad & Rislunds klassiker "Syd for Køge", som senere blev landskendt i Kim Larsens cover-version.

### Tv
Den 29. januar 2008 blev Karise omtalt i tv-programmet Spam, da filgruppen Galaxi-Boys deltog i DM i Spam. De to Galaxi-drenge kommer fra Karise, hvor de startede deres gruppe.

### Karisegård
Efter et sagn blev Fru Marthes ejendom Karisegård ødelagt af vendiske sørøvere, og hun søgte tilflugt i et kammer over koret i Karise Kirke, hvor hun blev til gården var genopbygget.

### Karl af Rise
B.S. Ingemann omtaler i sin historiske roman Valdemar Seier. En historisk Roman (1826) i forbindelse med slaget ved Reval i 1219 en Karl af Rise, borgherre til Karisegård, og væbner for ærkebiskop Anders Sunesen der greb Dannebrog, da det dalede ned fra himlen under de nordiske korstog i Estland. Historien bruges som en etymologisk forklaring på Karises navn: Karl af Rise skulle være sammentrukket til Karise, men der er stærk tvivl, om Karl af Rise var en historisk person; han kendes i øvrigt kun fra to folkeviser, og han er først senere, af sprogforskeren Peder Syv i 1600-tallet, kædet sammen med Karise. Der er flere andre byer fra tiden, som hed 'Rise'. Historien om Karl af Rise ihukommes dog fortsat i Karise. Den er således baggrunden for Karises byvåben, der viser hovedet af en middelalderlig ridder med hjelm, visir og fjerbusk, ligesom gaden Karl af Risesvej og en lokal spejdertrup er opkaldt efter Karl af Rise.
Titlen på det danske nationalskuespil Elverhøj af Johan Ludvig Heiberg med musik af Friedrich Kuhlau (1828) refererer til en lille gravhøj, der ligger omkring 2,5 km nordvest for Karise.

## Kendte bysbørn
- Jonas Charisius (født 1571 i Karise) var en ikke-adelig præstesøn fra Karise, hvis far Rasmus Charise oprindelig havde taget navn efter byen.[43] Jonas Charisius fik en flot karriere som embedsmand i den danske stats tjeneste under Christian 4.. Han menes at stå bag mange af initiativerne og reformerne i Christian 4.s første regeringsår.[44] Hans søn Peder Charisius blev adlet i 1659.[45] Gennem ham gav Karise navn til adelsslægten Charisius, der senere uddøde.[43]
- Bernhard Gomard (født 1926 i Karise) var søn af byens stationsforstander. Han blev senere dr.jur. og professor i retsvidenskab (jura) ved Københavns Universitet.[46]
- Ivar Moltke (født 1904 i Karise) var en dansk godsejer, diplomat og greve.
- Louise Ringsing (født 1996 i Karise) er en dansk fodboldspiller, der spiller for Brøndby IF og siden 2019 for Danmarks U/23-kvindefodboldlandshold.[47][48]

Af mere mytisk oprindelse er den sankt Martha, der har lagt navn til Sankt Marthas helligkilde i præstegårdshaven i Karise. Kilden er også kendt som "den hellige fru Marthas Kilde" og blev i katolsk tid tilskrevet helbredende virkning, når man drak af den.
I Moltkernes gravkapel i Karise Kirke ligger flere fremtrædende personer fra Danmarkshistorien begravet, således lensgreverne Adam Gottlob Moltke, der var en meget fremtrædende person ved Frederik 5.s hof, sønnesønnen Adam Wilhelm Moltke, der var minister under Enevælden og siden i 1848-1852 blev Danmarks første statsminister (dengang betitlet premierminister) efter Junigrundlovens indførelse, og dennes søn Frederik Moltke, der var rigsdagsmedlem i flere omgange og i en kort periode Danmarks udenrigsminister.
Ifølge en artikel i Berlingske var Johnny Reimar æresborger i Karise på grund af sangen "Lille fregnede Louise", der gav byen god reklame.
Billedhuggeren Hein Heinsen bor i Karise.